# Armand Boutillier du Retail
Pour les articles homonymes, voir Boutillier.
Armand Boutillier du Retail (Paris, 17 février 1882 - 7 mars 1943) est un archiviste, bibliothécaire et historien français.

## Biographie
Armand Ernest Marie André Boutillier du Retail naît le 17 février 1882, au domicile familial dans le 6e arrondissement de Paris. Son père, Armand Jules Isidore Paul est employé du Crédit foncier et sa mère Andrée Marie Gabrielle Dixmier d'Olbreuze de Pouant est femme au foyer.
Il entreprend des études secondaires à l’Institution Mongazon d’Angers. Bachelier en 1900, il suit ensuite des études à l'École des hautes études et à l’École des chartes de 1901 à 1904. Il y soutient une thèse intitulée Catalogue des actes des évêques et archevêques de Tours (VIIIe-XIe siècles), précédé d’une introduction chronologique sur l’époque de la mort de Saint Martin.
Il obtient en 1905 le diplôme d'archiviste-paleographe et est nommé l'année suivante archiviste départemental de l'Aube.
Il se marie à Chinon le 26 novembre 1906 avec Lucie Marie Antoinette Dallou. De cette union, naît le 24 octobre 1910, une fille Françoise, qui épousera plus tard l'architecte Renan de la Godelinais.
Pendant la Première Guerre mondiale, il sert comme infirmier militaire et secrétaire d'État-major mais une bronchite le fait réformer en 1915. Il s'engage de nouveau de 1916 à 1919.
Après la guerre et jusqu'en 1922, il devient bibliothécaire à la bibliothèque-musée de la Guerre, par recommandation du Préfet de l'Aude, Pierre Piétresson de Saint-Aubin. Il y organise le service des périodiques et des découpures de presse. En 1923, il est nommé bibliothécaire-archiviste du ministère du Commerce et du Travail. En 1925, il crée une Bibliothèque d’information économique et technique internationale comprenant une section des Dossiers de presse, sur le modèle de la Welt-Wirtschafts Archiv de Hambourg. Elle ouvre au public en 1932. En 1938, la bibliothèque, devenue Centre de documentation, est rattachée à la Bibliothèque nationale et installée au 127 Faubourg-Saint-Honoré.
Il s'engage dans la résistance en juillet 1940 au musée de l'Homme (il apparaît notamment dans la liste de Henri Ecochard).
Armand Boutillier du Retail a été nommé chevalier de la Légion d'honneur en 1926. Le 7 mars 1943, il décède, d’épuisement selon ses proches, au 127 rue du faubourg Saint-Honoré dans son appartement de fonction. Son œuvre ne lui survivra que peu de temps. D’abord confié à Pierre d'Espezel, son adjoint, le Centre est démantelé à la Libération par Jean Laran, administrateur général provisoire de la Bibliothèque nationale. Les collections, alors réparties entre plusieurs départements de la Bibliothèque nationale, sont encore consultables aujourd’hui.
Ses archives privées sont conservées aux Archives nationales.